# تری‌متیل‌آلومینیوم
تری‌متیل‌آلومینیوم (به انگلیسی: Trimethylaluminium) با فرمول شیمیایی C۶H۱۸Al۲ یک ترکیب شیمیایی با شناسه پاب‌کم ۱۶۶۸۲۹۲۵ است. که جرم مولی آن ۱۴۴٫۱۸ g/mol می‌باشد. شکل ظاهری این ترکیب، مایع بی‌رنگ است.